# Gunnaur
Gunnaur è una suddivisione dell'India, classificata come nagar panchayat, di 19.105 abitanti, situata nel distretto di Budaun, nello stato federato dell'Uttar Pradesh. In base al numero di abitanti la città rientra nella classe IV (da 10.000 a 19.999 persone).

## Geografia fisica
La città è situata a 28° 15' 0 N e 78° 25' 60 E e ha un'altitudine di 169 m s.l.m..

## Società

### Evoluzione demografica
Al censimento del 2001 la popolazione di Gunnaur assommava a 19.105 persone, delle quali 10.028 maschi e 9.077 femmine. I bambini di età inferiore o uguale ai sei anni assommavano a 3.660, dei quali 1.965 maschi e 1.695 femmine. Infine, coloro che erano in grado di saper almeno leggere e scrivere erano 6.018, dei quali 3.857 maschi e 2.161 femmine.